# Next (pel·lícula)
Next és una pel·lícula filmada en els estudis de Hollywood, Estats Units, es tracta d'un Thriller de ciència-ficció dirigit per Lee Tamahori amb les actuacions de Nicolas Cage, Julianne Moore i Jessica Biel. Està basat en la història talla L'home daurat (The Golden Man, 1954), publicat també com The God Who Runs, de Philip K. Dick. El seu argument tracta sobre les premonicions d'un home que té l'habilitat de veure el que va a passar dins dels pròxims dos minuts. Fou estrenada el 20 de juliol de 2007.

## Argument
Chris Johnson (Nicolas Cage) és un prestidigitador que, sota el pseudònim de Frank Cadillac, treballa en un establiment llastimós de Las Vegas. Per arrodonir els finals de mes, jugarà igualment en els Casinos de la ciutat on només s'enfronta a la banca i no a altres jugadors. Chris Johnson és un trampós que posseeix el do de veure el futur amb dos minuts d'antelació i de guanyar així segur.
Una visió enterboleix tanmateix Chris Johnson, la d'una bonica jove (Jessica Biel) que li apareix més enllà dels dos minuts habituals. D'altra banda, el FBI que ha localitzat els dons particulars de Chris desitja assegurar-se la seva col·laboració per acorralar un equip de terroristes que tenen per objectiu fer explotar una bomba atòmica a Califòrnia. L'agent Callie Ferris (Julianne Moore) decideix de contactar Chris per convèncer-lo de treballar per a ells.
Next és una adaptació molt lliure d'una novel·la de Philip K. Dick datada de 1954 titulada L'home daurat.
S'hi troben nombroses referències a Stanley Kubrick: el doctor és difós per televisió, l'heroi és lligat a una cadira, els ulls esquarterats per tal de visionar una escena de violència (es veu d'altra banda ràpidament un científic posant-li gotes) com a la Taronja mecànica. Moltes vegades l'heroi implora la possibilitat del lliure àrbitre, de fer el bé o el mal segons la seva tria, tema recurrent amb S. Kubrick.

## Repartiment
- Nicolas Cage: Chris Johnsson
- Jessica Biel: Liz Cooper
- Julianne Moore: Callie Ferris
- Thomas Kretschmann: Mr Smith
- Peter Falk: Irv
- Tory Kittles: Cavanaugh
- José Zúñiga: Royball
- Michael Trucco: Kendall
- Jim Beaver: Wisdom